# Zootrophion gracilentum
Zootrophion gracilentum är en orkidéart som först beskrevs av Heinrich Gustav Reichenbach, och fick sitt nu gällande namn av Carlyle August Luer. Zootrophion gracilentum ingår i släktet Zootrophion och familjen orkidéer. Inga underarter finns listade i Catalogue of Life.